# Кубок Греции по футболу 2002/2003
Кубок Греции 2002/2003 годов (греч. Κύπελλο Ελλάδος 2002/2003) — 61-й розыгрыш Кубка Греции по футболу.

## Третий раунд
| Дата 1 матча | Дата 2 матча | Хозяева           | Счёт 1 матча | Счёт 2 матча | Гости           |
| ------------ | ------------ | ----------------- | ------------ | ------------ | --------------- |
| 4.12.2002    | 22.1.2003    | Панахаики         | 0:2          | 0:0          | Олимпиакос      |
| 4.12.2002    | 23.1.2003    | Эгалео            | 4:0          | 2:1          | Панилиакос      |
| 11.12.2002   | 8.1.2003     | Аполлон Каламария | 0:2          | 1:2          | Этникос Астерас |
| 11.12.2002   | 22.1.2003    | Арис Салоники     | 3:0          | 1:0          | ПАС Янина       |
| 18.12.2002   | 15.1.2003    | Паниониос         | 1:0          | 1:1          | Ионикос         |
| 18.12.2002   | 15.1.2003    | Акратитос         | 0:1          | 0:3          | Панатинаикос    |
| 19.12.2002   | 8.1.2003     | ПАОК              | 0:0          | 1:1          | ОФИ             |
| 19.12.2002   | 29.1.2003    | АЕК Афины         | 2:0          | 3:0          | Аполлон Смирнис |

## 1/4 финала
| Дата 1 матча | Дата 2 матча | Хозяева       | Счёт 1 матча | Счёт 2 матча | Гости           |
| ------------ | ------------ | ------------- | ------------ | ------------ | --------------- |
| 5.2.2003     | 5.3.2003     | Панатинаикос  | 0:1          | 1:1          | Эгалео          |
| 5.2.2003     | 5.3.2003     | Паниониос     | 1:1          | 2:4          | АЕК Афины       |
| 19.2.2003    | 19.3.2003    | Арис Салоники | 3:1          | 0:1          | Этникос Астерас |
| 26.2.2003    | 12.3.2003    | ПАОК          | 3:1          | 2:1          | Олимпиакос      |

## 1/2 финала
| Дата 1 матча | Дата 2 матча | Хозяева   | Счёт 1 матча | Счёт 2 матча | Гости         |
| ------------ | ------------ | --------- | ------------ | ------------ | ------------- |
| 9.4.2003     | 23.4.2003    | Эгалео    | 1:1          | 0:0          | Арис Салоники |
| 23.4.2003    | 7.5.2003     | АЕК Афины | 0:1          | 1:1          | ПАОК          |

## Финал
| Дата      | Хозяева | Счёт | Гости         |
| --------- | ------- | ---- | ------------- |
| 17.5.2003 | ПАОК    | 1:0  | Арис Салоники |